# Black Hills
Black Hills (česky Černé hory, lakotsky Ȟe Sápa, šajensky Moʼȯhta-voʼhonáaeva) je pohoří v severní části Spojených států amerických v Jižní Dakotě zasahující i do Wyomingu.

## Původ názvu
Pojmenování Black Hills je překlad z lakotštiny. Důvodem názvu Černé hory je, že oblast vystupuje nad okolní krajinu a je porostlá stromy, což při pohledu z dálky působí dojmem tmavých skvrn.

## Geografie, geologie a geomorfologie
Black Hills jsou součást Velkých planin, nicméně v řadě jednotlivých rozsáhlých plošin, jejich klenba vystupuje nad okolní krajinu. Okolní plošiny převyšují o 900 m. Nejvyšší bod Harney Peak má 2207 m a pro Siuxy představoval středobod světa. Pohoří se rozkládá na ploše 200×70 km.

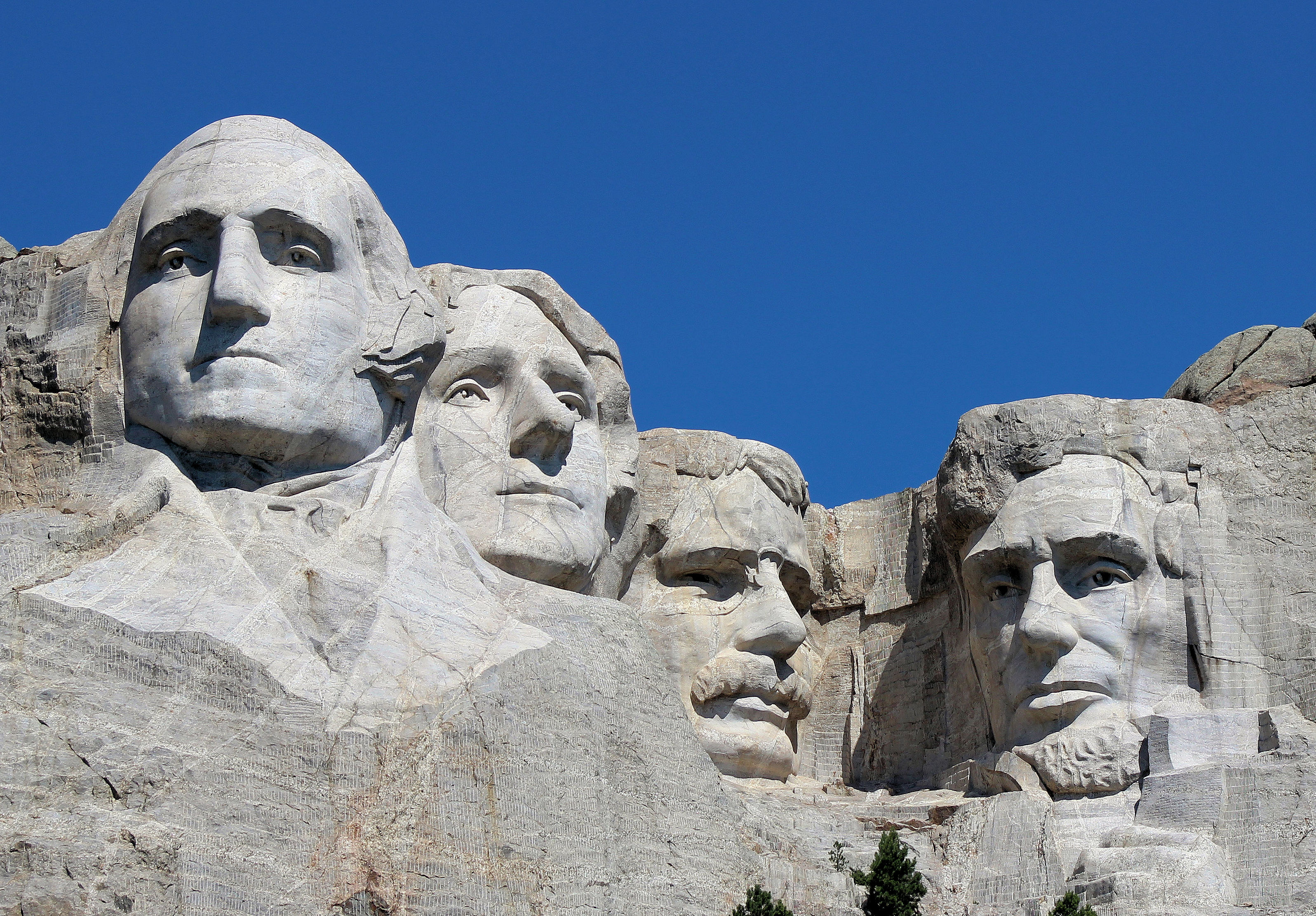
Mount Rushmore

Geologické složení pohoří je velmi pestré a různorodé. Na východě vystupují prekambrické břidlice a granity. Část pohoří překrývá vápencový pás o šířce 20 až 30 km z období paleozoika. Nad vrstvami vápence se nachází červené pískovce z období triasu. Severní část pohoří tvoří třetihorní vulkanické horniny.

## Mount Rushmore
Black Hills jsou známé Národním památníkem Mount Rushmore, který představuje čtyři hlavy amerických prezidentů vytesané do žulového masivu. Dále jsou Black Hills známé jako domov a kulturní centrum národa Lakotů (v češtině více známí jako Siouxové). Dále v oblasti najdeme jeden z amerických národních parků Wind Cave National Park, třetí nejdelší jeskyni na světě Jewel Cave National Monument nebo přírodní rezervaci Custer State Park.